# ABBA Live in Japan
ABBA Live in Japan es un video con un programa de televisión grabado por el grupo sueco ABBA en Japón en 1978. Ese programa se publicó por primera vez en DVD, íntegro y remasterizado, el 2009. La edición se presenta en una versión estándar y otra limitada con un segundo DVD que contiene un documental con el regreso de Abba a Japón en 1980. 

## Síntesis
El DVD de ABBA en Japón celebra las aventuras de ABBA en Japón en 1978 y 1980. Este especial, es un espectáculo de televisión filmado cuando el grupo visitó Japón en noviembre de 1978. 
Se ha vuelto a montar a partir del material sin editar. Fernando, que incluyó un par de versos y un coro en la emisión original, se ve ahora en forma completa por primera vez. Y la actuación de 'Summer Night City', presentada originalmente en un formato de pantalla dividida con ABBA en solo una cuarta parte de la pantalla, ahora la pantalla se centra. Por último, "The Name Of The Game ', que fue editado fuera de la emisión original, se ha reinsertado en su lugar que le corresponde.
Cada canción en el especial de televisión se ha sincronizado con la última remasterizaciones estéreo, con excepción de los tres números en vivo: 'Money, Money, Money', 'SOS' y 'Thank You For The Music'.
El DVD viene con dos Bonus. La primera es el documental "fly-on-the-wall" de ABBA En Japón, en noviembre de 1978, que cubre la visita del Grupo en el momento de los especiales de televisión. El disco también cuenta con la actuación de "If It Wasn't For The Nights" de la especial, pero con la mezcla original, sonido ligeramente diferentes como se presenta en la emisión - en el momento, la canción no había sido puesto en libertad el registro todavía y fue objeto de nuevas mezclas de ABBA antes de ser finalmente expedidos en el álbum Voulez-Vous.
ABBA En Japón también es lanzado una versión de 2 Discos "Limited Special Edition". El contenido del primer disco es idéntico a la versión de disco de una sola. El segundo disco cuenta con un raro detrás de las escenas de documentales de la gira de conciertos de ABBA de Japón en marzo de 1980. El disco también cuenta con dos galerías: una con fotos de la visita en 1978, y uno que ofrece una generosa selección de japoneses individuales y carátulas de discos. Más regalos vienen en la forma de tres tarjetas de fotos de ABBA y la etiqueta de viaje original de la gira de conciertos de ABBA de Japón.
Ambas versiones de ABBA en Japón disponen de un folleto ilustrado con un ensayo escrito por Carl Magnus Palm detalla las aventuras de ABBA en Japón y la realización de este especial de televisión.
La fecha de lanzamiento internacional para ABBA en Japón es 26 de octubre de 2009.

## Disco 1
ETAPA 1
* Eagle (play back): así empieza el especial, solo hay capturas de muy lejos, así que casi ni se aprecia esta actuación, los únicos planos cercanos son cuando se presenta cada letra con su respectivo componente del grupo, están vestidos con los trajes que utilizaron en Australia/Sidney.
ETAPA 2
* Take A Chance On Me (play back): con un vestuario mayormente en rosa (Frida en túnicas, bien teatral y Agnetha con calzas).
* Money Money Money (Live): performance de Frida.
* SOS (Live): vocalización de Agnetha.
ETAPA 3
* That's Me: vestidas Agnetha y Frida con atuendos rosa y azul, ambas con calzas y corbata, no hay casi primeros planos, más que nada se ven mucho los múltiples bailarines que acompañan de abajo del escenario al conjunto.
* Tiger: movida actuación de las chicas, interactuando con dos bailarines, acá hay un poco más de primeros planos.
* Dancing Queen: bailarines por doquier, es una actuación muy similar a "That's Me" con un poco más de primeros planos.
ETAPA 4 (atuendos con figuras de animales: Agnetha/conejo, Bjorn/pájaro, Benny/cóndor y Frida/zorro):
* Waterloo: la introducción está a cargo de Benny, contando un poco lo de Eurovisión y su éxito con dicha canción.
* Fernando: esta vez, Frida presenta la canción, hablando de lo importante de viajar por diferentes países.
* Summer Night City: Agnetha la presenta, hablando acerca de Suecia y el clima, dando pie a la última canción de esta etapa 4, en la que las chicas se entusiasman y bailan sin parar, primeros planos de todos los integrantes del conjunto, la mejor lograda de estas presentaciones en estudio.
'ETAPA 5:'
* The Name of The Game: .
* Knowing Me, Knowing You: Agnetha & Frida lucen atuendos blancos y dorados, y minifaldas muy cortas.
* If It Wasn't For The Nights: .
ETAPA final:
* Thank You For The Music (Live): Bjorn introduce la misma despidiéndose con una magnífica interpretación en vivo de Agnetha y de todos (mismo vestuario que en la etapa 2).
* Behind the Scenes Documentary (1978): un extenso recorrido por una semana ajetreada de promoción en Japón, se los ve, a los cuatro muy sonrientes, felices y muy contentos en la visita por Tv, por radios y demás lugares en los que visitaron, algunas declaraciones y contestan inquietudes de fanes, una anécdota es que Frida canta en varios momentos distintos una canción titulada "La Ardilla", tanto es así, que al final de la visita, cuando se están yendo en el aeropuerto, periodistas y demás les piden esa misma canción, así los 4 la cantan a capella. Otra insistente pregunta hacia Agnetha es la de su sexy trasero, por lo que ella contesta con humor y muy sonriente (recordemos que en la rueda de prensa de Australia también hacían el mismo comentario.)
* If It Wasn't For The Nights (Alternative Mix): es la misma actuación que la incluida anteriormente, solo que la parte instrumental está presentada ligeramente con menos matices musicales, la diferencia es mínima y casi ni se nota, esperaba otra cosa, más bien yo creía que era otra actuación, no la misma. La imagen es diferente, ya que no está el color tan resaltado como la de arriba, la edición es diferente, sutilmente.

## Disco 2 (únicamente Edición Especial)
* Behind the Scenes Documentary (1980):
toda la visita de 1980, en donde llegaron para hacer conciertos en Japón. También se los ve muy felices, simpáticos y de muy buen humor. Es evidente que ya Agnetha estaba separada de Bjorn, aunque se la ve de buen humor y de agradable cordialidad. Se ve en algunos momentos a Lena (nueva esposa) con Bjorn en diferentes ocasiones. Es increíble ver con qué amor se tratan Benny y Frida, teniendo en cuanta que ya en 1981 se divorciarían. Lo único malo es que en las diferentes partes donde se los muestra en vivo en el escenario, el audio es play back y en forma acelerada, inclusive cuando canta Tomas Ledin, invitado especialmente por ABBA (recordemos que hacía coros con el grupo)
* Photo Gallery: fotos de las performances de este DVD.
* Singles & Albums Sleeve Gallery: las tapas de sencillos y LP editadas solo en Japón, cotizadas en todo el mundo por ser rarezas y completamente originales y distintas a las editadas mundialmente.

## Enlaces y referencias
- http://www.abbasite.com
- https://web.archive.org/web/20091208074930/http://www.universalmusiconline.com/abba/in-japan/
- http://www.abbaforo.com Archivado el 29 de agosto de 2016 en Wayback Machine.

- Datos: Q5653490